# Thorarica
Thorarica (ook geschreven als Torarica, Tararico, Thorarieca, Teorarica, Thoxaica, Toerarika, Toorarica en Torrica) was een Arowakkendorp dat na de  verovering van Suriname door de Engelse Francis Willoughby in 1662 de hoofdstad werd van Willoughbyland, het hedendaagse Suriname. Thorarica lag aan de linkeroever van de Surinamerivier ongeveer 50 kilometer stroomopwaarts van Paramaribo op de plaats waar de latere plantages Watervliet (ten noorden) en Overbridge (ten zuiden) werden gevestigd. Thorarica lag nabij de Powakkakreek  Later werd de plantage Overbridge waar het zuidelijk gedeelte van Thorarica lag omgebouwd naar het Overbridge River Resort.

## Geschiedenis
In 1630 werd een fort gebouwd door kapitein Marshall waarbij een kleine nederzetting ontstond. In 1662 koos Lord Willoughby dit voormalige Arowakkendorp uit tot hoofdplaats van de nieuwe kolonie, Willoughbyland. In die tijd lag Thorarica in de parish St. Bridget, Santo Bridges of Sinto Bridges en telde een honderdtal woningen, een gouvernementsgebouw (Parham house genoemd), een kapel. Er stond sinds 1664 ook een synagoge.. George Warren, die ten tijde van de heerschappij van William Byam de kolonie bezocht, schreef, dat de plaats lag aan "een heel fraye Baye ofte Haven, groot en wijt genoech voor hondert Scheepen". Rond 1664 werden door Joodse immigranten, veelal afkomstig van de Braziliaanse kust tussen Recife en Pernambuco, suikerrietplantages aangelegd aan de bovenloop van de Suriname-rivier; deze plantages hadden als centrum Thorarica en het er tegenover gelegen Jodensavanne. Zij kwamen vanuit Natal naar Suriname nadat de (katholieke) Portugezen deze kuststreek hadden veroverd en er voor de joden geen godsdienstvrijheid meer was.
Na de verovering van Suriname door de Zeeuw Abraham Crijnssen in 1667 werd het bij het fort Zeelandia gelegen Paramaribo de zetel van het bestuur in plaats van Thorarica. Gouverneur Philip Julius Lichtenberg hield soms nog met zijn politieke raad zitting in Thorarica. Van december 1697 tot augustus 1699 stond de hervormde gemeente van het plaatsje onder leiding van dominee Bernhart ter Maath. Deze overleed in 1699 en in juli 1700 werd de gemeente samengevoegd met die van Paramaribo. In het eerste boek over Suriname van J.D. Herlein (1718), Beschryvinge van de volk-plantinge Zuriname, wordt geen melding gemaakt van Thorarica, maar is de plaats wel ingetekend op een kaart die bij zijn boek werd gevoegd. Volgens Jan Jacob Hartsinck (1770) lag er ten tijde van de inval van Jacques Cassard in 1712 nog een bezetting. Thomas Pistorius, wiens boek Korte en zakelijke beschrijvinge van de Colonie van Zuriname in 1763 verscheen, vermeldt van Thorarica: "het zelve is mede van gering aanzien; wordende merendeels bewoond van Arbeidslieden, Planters en Joden". Een van de divisies waarin Suriname verdeeld was, heette tot 1863 Thorarica.
Aan de overkant van de Suriname bij Thorarica werd ook de plaats Jodensavanne gesticht waar veel Sefardische Joden gingen wonen; in deze plaats werd de oudste synagoge van het westelijk halfrond gebouwd. Zowel Jodensavanne op de rechteroever als Thorarica op de linkeroever van de Surinamerivier raakten in verval in de achttiende eeuw. 

## Trivia
- Het grootste hotel van Paramaribo heet Royal Torarica Hotel.